# Juris Radzevičs
Juris Radzevičs (ur. 7 sierpnia 1969 w Rydze) – łotewski polityk i samorządowiec, w 2004 minister oświaty i nauki, w latach 2009–2020 dyrektor wykonawczy samorządu miejskiego Rygi.

## Życiorys
W latach 1987–1992 studiował na wydziale prawa Uniwersytetu Łotwy, kształcił się również na Łotewskiej Akademii Policyjnej (2000–2003). W latach 1991–1995 pracował jako prawnik w związku zawodowym „Enerģija”, następnie był wiceprzewodniczącym tego związku (1995–1998) oraz przewodniczącym Federacji Wolnych Związków Zawodowych Łotwy (1998–2002). Podjął również prywatną praktykę adwokacką. Od 2001 do 2003 zasiadał w komisji do spraw prywatyzacji mienia komunalnego rady miejskiej w Rydze. W latach 2002–2004 był dyrektorem biura wicepremiera Ainārsa Šlesersa. Należał do władzy Pierwszej Partii Łotwy (LPP), będąc jej sekretarzem generalnym. Od 2003 do 2004 był członkiem władz „Latvenergo”. Od marca do grudnia 2004 pełnił funkcję ministra oświaty i nauki w rządzie Indulisa Emsisa. 
W 2005 był kandydatem do rady miejskiej Rygi, został także przewodniczącym rady spółki „Latvijas Pasta”. Prowadził gabinety ministrów spraw wewnętrznych Ēriksa Jēkabsonsa i Ivarsa Godmanisa. W lipcu 2009 został dyrektorem wykonawczym samorządu miejskiego w Rydze. Funkcję tę sprawował do marca 2020.
W 2012 przyłączył się do partii Honor Służyć Rydze, z ramienia której uzyskiwał mandat radnego Rygi w wyborach w 2013, 2017 i 2020. W listopadzie 2021 został wybrany wiceprzewodniczącym partii.

## Życie prywatne
Żonaty, ma dwie córki. Jego ojciec Andrejs był działaczem samorządowym. Jego brat Andrejs również pełnił funkcję ministra.